# Сремич
Сремич (словен. Sremič) — поселення в общині Кршко, Споднєпосавський регіон, Словенія. Висота над рівнем моря: 400,9 м.